# Guibourtia coleosperma

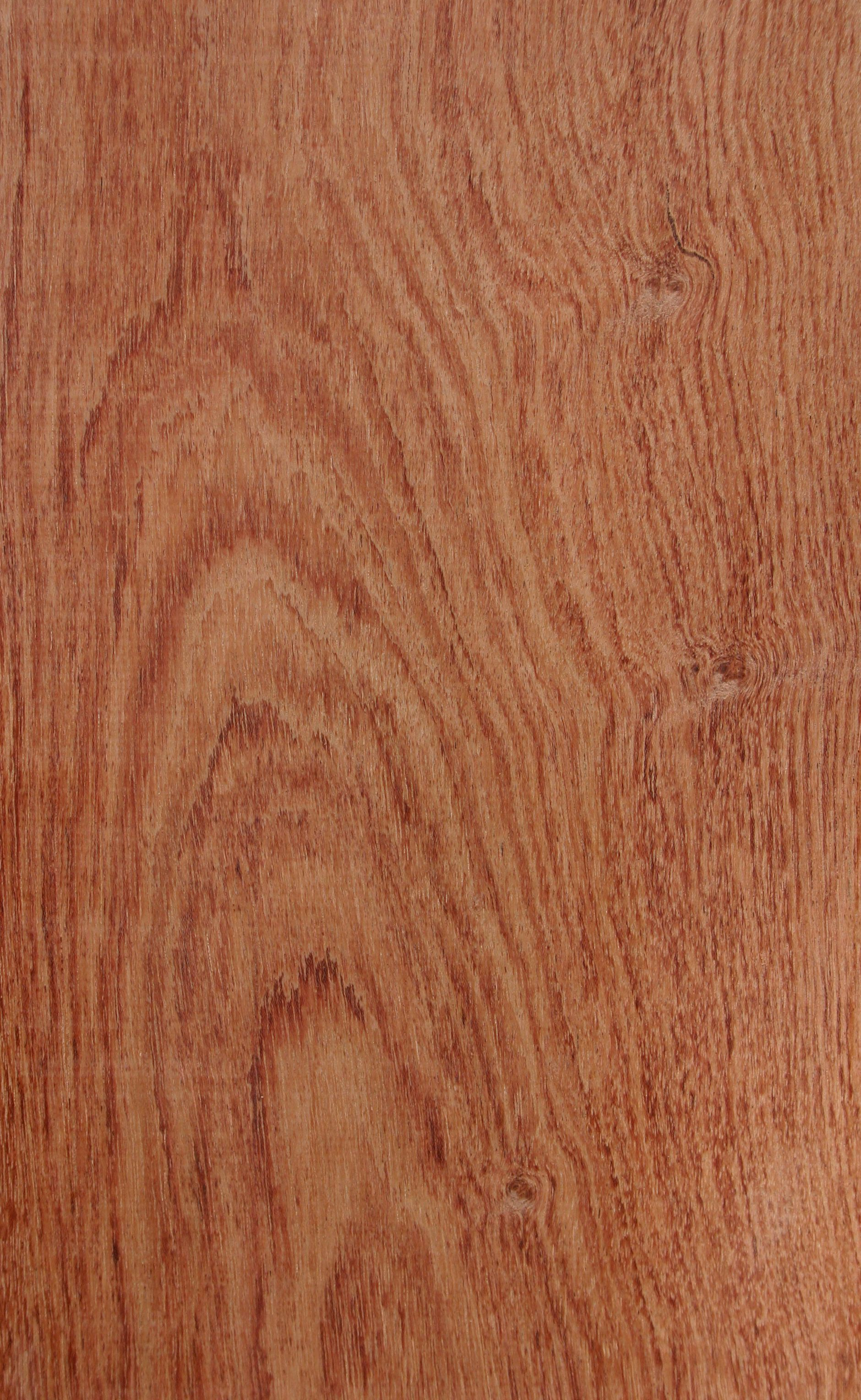
Holz von Guibourtia coleosperma

Guibourtia coleosperma ist ein Baum in der Familie der Hülsenfrüchtler aus der Unterfamilie der Caesalpinioideae aus dem zentralen bis südlicheren und südwestlichen Afrika.

## Beschreibung
Guibourtia coleosperma wächst als meist halbimmergrüner Baum mit breiter Krone bis zu 30 Meter hoch. Der Stammdurchmesser erreicht bis über 55–65 Zentimeter. Der Stamm ist an der Basis leicht geriffelt oder es sind kleinere Brettwurzeln ausgebildet. Die relativ glatte Borke ist bräunlich bis gräulich und schuppig.
Die gefiederten und wechselständigen, gestielten, kahlen Laubblätter sind zweizählig. Der Blattstiel ist bis 4 Zentimeter lang. Die zwei fast sitzenden und eiförmigen bis elliptischen, ganzrandigen Blättchen, mit sichelförmiger, ungleicher Spreite, sind bis 12 Zentimeter lang und bis 6 Zentimeter breit. Die einander zugewandten Spreitenhälften sind meist deutlich kleiner. An der Spitze sind die Blättchen rundspitzig bis zugespitzt oder bespitzt, seltener abgerundet. Die kleineren Nebenblätter sind früh abfallend.
Es werden end- oder achselständige und rispige, schwach behaarte Blütenstände gebildet. Die zwittrigen und duftenden, kleinen, gestielten Blüten mit einfacher Blütenhülle, die Kronblätter fehlen, sind weißlich bis cremefarben. Die 4–5 innen haarigen Kelchblätter sind ungleich und 5–6 Millimeter lang. Es sind 10 abwechselnd ungleich lange Staubblätter vorhanden. Der einkammerige, kahle und kurz gestielte Fruchtknoten ist mittelständig mit einem festen, verkehrt-konischen Griffel und kleiner, kopfiger Narbe.
Es werden kleine, bis 3,5 Zentimeter große, schräg breit-elliptische und abgeflachte, braune, kahle, einsamige, ledrige, bespitzte Hülsenfrüchte gebildet. Der einzige, etwas abgeflachte und bis 2 Zentimeter große, eiförmige bis elliptische, braune, leicht glänzende Samen ist von einem roten Arillus umhüllt. Wenn sich die Frucht öffnet, dann hängt der Samen an einem langen Funiculus heraus.
Die Chromosomenzahl beträgt 2n = 48.

## Vorkommen
Guibourtia coleosperma hat Vorkommen in Zaire, Angola, Namibia, Botswana, Sambia und Simbabwe.

## Taxonomie
Das Basionym wurde 1865 von George Bentham in Transactions of the Linnean Society of London Band 25 Teil 2, Seite 316 als Copaifera coleosperma erstbeschrieben. Die Art wurde 1949 von Jean Joseph Gustave Léonard in Bulletin du Jardin botanique de l'État à Bruxelles Band 19 Seite 403 als Guibourtia coleosperma (Benth.) J.Léonard in die Gattung Guibourtia gestellt.

## Verwendung
Die Samen werden gekocht verwendet.
Die Früchte bzw. der Arillus sind essbar. Der Arillus wird in einer Suppe gekocht verwendet.
Die Rinde wird medizinisch verwendet.
Das schöne, schwere, harte und rötliche Holz ist begehrt. Es ist bekannt als African Rosewood, Mushibi, Rhodesian Copalwood, Teak oder Mahagony sowie Muzaule.